# 北辰路 (北京)
39°58′29″N 116°23′17″E / 39.97467°N 116.38804°E
北辰路位于北京市朝阳区，是一条城市主干道。

## 简介
北辰路南起北三环安华桥，北至北四环北辰桥北，是北中轴路的一部分。中间和北土城西路－北土城东路相交的位置（原熊猫环岛）以北为1990年亚运会配套工程，于1986年至1990年建设，路东是国家奥林匹克体育中心，路西是中华民族园；相交处以南为1990年建设。